# Patrick Miller/Diskografie
Diese Diskografie ist eine Übersicht über die musikalischen Werke des schweizerisch-kenianischen Sängers und Rappers Patrick Miller, auch bekannt als Snipa. Seine größten Erfolge hatte er als Gastmusiker von Mike Candys. Mit 2012 (If the World Would End) erreichten sie die Top 3 in der Schweiz, Österreich und den deutschen Charts. Seine erfolgreichste Veröffentlichung ist die Single Dancing in London.

## Singles

### Als Leadmusiker
| Jahr | Titel Album         | Höchstplatzierung, Gesamtwochen, AuszeichnungChartplatzierungen (Jahr, Titel, Album, Platzierungen, Wochen, Auszeichnungen, Anmerkungen) | Höchstplatzierung, Gesamtwochen, AuszeichnungChartplatzierungen (Jahr, Titel, Album, Platzierungen, Wochen, Auszeichnungen, Anmerkungen) | Höchstplatzierung, Gesamtwochen, AuszeichnungChartplatzierungen (Jahr, Titel, Album, Platzierungen, Wochen, Auszeichnungen, Anmerkungen) | Höchstplatzierung, Gesamtwochen, AuszeichnungChartplatzierungen (Jahr, Titel, Album, Platzierungen, Wochen, Auszeichnungen, Anmerkungen) | Anmerkungen                                                         |
| Jahr | Titel Album         | DE | AT | CH | FR | Anmerkungen                                                         |
| ---- | ------------------- | --- | --- | --- | --- | ------------------------------------------------------------------- |
| 2012 | Dancing in London – | DE25 (12 Wo.)DE | AT28 (6 Wo.)AT | CH13 (12 Wo.)CH | — | Erstveröffentlichung: 15. Juni 2012 Remix feat. Kay One             |
| 2014 | United –            | DE14 (1 Wo.)DE | AT33 (1 Wo.)AT | CH19 (1 Wo.)CH | — | Erstveröffentlichung: 20. Juni 2014 Prince Kay One & Patrick Miller |

### Als Gastmusiker
| Jahr | Titel Album                                        | Höchstplatzierung, Gesamtwochen, AuszeichnungChartplatzierungen (Jahr, Titel, Album, Platzierungen, Wochen, Auszeichnungen, Anmerkungen) | Höchstplatzierung, Gesamtwochen, AuszeichnungChartplatzierungen (Jahr, Titel, Album, Platzierungen, Wochen, Auszeichnungen, Anmerkungen) | Höchstplatzierung, Gesamtwochen, AuszeichnungChartplatzierungen (Jahr, Titel, Album, Platzierungen, Wochen, Auszeichnungen, Anmerkungen) | Höchstplatzierung, Gesamtwochen, AuszeichnungChartplatzierungen (Jahr, Titel, Album, Platzierungen, Wochen, Auszeichnungen, Anmerkungen) | Anmerkungen                                                                   |
| Jahr | Titel Album                                        | DE | AT | CH | FR | Anmerkungen                                                                   |
| ---- | -------------------------------------------------- | --- | --- | --- | --- | ----------------------------------------------------------------------------- |
| 2011 | One Night in Ibiza Smile/Smile Deluxe Edition      | DE11 Gold · (33 Wo.)DE | AT13 Gold · (27 Wo.)AT | CH7 Platin · (29 Wo.)CH | FR35 (10 Wo.)FR | Erstveröffentlichung: 15. Juli 2011 Mike Candys & Evelyn feat. Patrick Miller |
| 2012 | 2012 (If the World Would End) Smile Deluxe Edition | DE3 Platin · (20 Wo.)DE | AT2 Gold · (20 Wo.)AT | CH3 Platin · (21 Wo.)CH | FR104 (9 Wo.)FR | Erstveröffentlichung: 9. März 2012 Mike Candys feat. Evelyn & Patrick Miller  |
| 2012 | I Like to Move It –                                | — | — | CH50 (1 Wo.)CH | — | Erstveröffentlichung: Juli 2012 Mr.Da-Nos feat. Patrick Miller & Fatman Scoop |
| 2012 | Las Vegas –                                        | — | — | CH51 (2 Wo.)CH | — | Erstveröffentlichung: 17. August 2012 Mr.Da-Nos feat. Snipa                   |

Weitere Singles
| Jahr | Titel                      | Interpretation | Single / Album-Titel      |
| ---- | -------------------------- | -------------- | ------------------------- |
| 2007 | By My Side                 | Madd Family    | Madd Prophecy             |
| 2009 | There’s No Soul            | Pat Farrell    | There’s No Soul           |
| 2009 | Caipirinha                 | Dusted Digga   | R.I.P                     |
| 2010 | Have Mercy                 | Sir Colin      | In da Club                |
| 2011 | Give It, Give It           | Mike Candys    | Smile                     |
| 2011 | Mr. Miller (feat. Seymoné) | Patrick Miller | Mr. Miller                |
| 2012 | U&I (Hakuna Matata)        | Patrick Miller | U&I (Hakuna Matata)       |
| 2013 | Raise Your Hands           | Remady         | The Original 2K13 Edition |
| 2013 | Real Love                  | Jack Holiday   | Real Love                 |
| 2013 | Who’s Gonna Know           | Patrick Miller | Who’s Gonna Know          |
| 2014 | Open Up Your Heart         | David Anthony  | Open Up Your Heart        |
| 2015 | Don’t Stop                 | Patrick Miller | Don’t Stop EP             |
| 2019 | S.U.M.M.A                  | Patrick Miller | S.U.M.M.A                 |
| 2020 | Summer Jam 2k20            | Patrick Miller | Summer Jam 2k20           |
| 2021 | Walk Alone                 | Patrick Miller | Walk Alone                |
| 2022 | love nwantiti (ah ah ah)   | Patrick Miller | love nwantiti (ah ah ah)  |
| 2022 | Back to Love               | Patrick Miller | Back to Love              |

### Freetracks
| Jahr | Titel                       | Interpretation | Single / Album-Titel |
| ---- | --------------------------- | -------------- | -------------------- |
| 2013 | Fake Friends feat. KNS      | Patrick Miller | Fake Friends         |
| 2016 | Let Go feat. Chris Cronauer | Patrick Miller | Let Go               |

## Statistik

### Chartauswertung
|                       | DE    | AT    | CH    | FR    |
| --------------------- | ----- | ----- | ----- | ----- |
| Nummer-eins-Singles   | DE—DE | AT—AT | CH—CH | FR—FR |
| Top-10-Singles        | DE1DE | AT1AT | CH2CH | FR—FR |
| Singles in den Charts | DE4DE | AT4AT | CH6CH | FR2FR |

### Auszeichnungen für Musikverkäufe
Anmerkung: Auszeichnungen in Ländern aus den Charttabellen bzw. Chartboxen sind in ebendiesen zu finden.
| Land/RegionAuszeichnungen für Musikverkäufe (Land/Region, Auszeichnungen, Verkäufe, Quellen) | Gold     | Platin     | Verkäufe | Quellen           |
| -------------------------------------------------------------------------------------------- | -------- | ---------- | -------- | ----------------- |
| Deutschland (BVMI)                                                                           | Gold1    | Platin1    | 450.000  | musikindustrie.de |
| Österreich (IFPI)                                                                            | 2× Gold2 | —          | 30.000   | ifpi.at           |
| Schweiz (IFPI)                                                                               | —        | 2× Platin2 | 60.000   | hitparade.ch      |
| Insgesamt                                                                                    | 3× Gold3 | 3× Platin3 |          |                   |